# La buona morte
La buona morte (Murder or Mercy) è un romanzo giallo del 1937 scritto da Jonathan Stagge (pseudonimo dei due giallisti già operanti come Patrick Quentin); è il secondo della serie con protagonisti il dottor Hugh Westlake e sua figlia Dawn.

## Trama
"Il dottor Westlake è favorevole all'eutanasia": è il succo di quanto afferma un quotidiano locale di Kenmore. L'affermazione però non potrebbe essere più lontana dal vero: Hugh Westlake è infatti contrarissimo all'eutanasia. Quel quotidiano lo ha infatti confuso con un suo collega, il dottor Westbrook, vero autore delle affermazioni. Hugh tenta di protestare con il giornale, ma ormai la notizia si è sparsa nella piccola Kenmore.
E i primi effetti non tardano a manifestarsi: la signora Madeleine Talbot, gravemente malata di cancro, lo convoca al suo capezzale, e senza mezzi termini gli chiede di praticarle l'eutanasia... dietro ricompensa di diecimila dollari per sua figlia Dawn! Hugh rifiuta categoricamente, allora la signora Talbot lo prega di controfirmare un documento da lei redatto, senza rivelargli di cosa si tratta. Poi se ne va, lasciando otto pastiglie di morfina da somministrare all'ammalata per lenirle il dolore.
Più tardi, quella stessa notte, viene richiamato al capezzale dell'ammalata: si è improvvisamente aggravata. Hugh non può fare nulla, la donna gli muore tra le braccia poco dopo. Ed appare subito evidente che la causa è una dose eccessiva di morfina! E con quelle voci sul dottor Westlake e sull'eutanasia, e la scoperta che la signora ha comunque fatto quel lascito alla piccola Dawn, su chi volete che si addensino i più forti sospetti?
L'interesse del dottor Westlake per questo caso (presto complicato dall'omicidio di un pappagallo, e di un altro suo paziente, anche lui vittima della "Buona morte") non può che essere personale. E mentre tenta di districarsi dalle accuse, deve anche fare i conti con un sentimento che non provava più dalla morte della moglie: l'innamoramento per Hermia Landreth, figlia della defunta, che sembra ricambiarlo. Inutile dire che la piccola Dawn non è affatto d'accordo...

## Personaggi principali
- Hugh Westlake, medico di Kenmore
- Dawn Westlake, sua figlia
- Ispettore Cobb, della polizia di Grovestown
- Raynor Talbot, decoratore d'interni
- Madeleine Talbot, sua figlia
- Hermia Landreth, Gail Fiske, figlie di Madeleine
- Imogene Arthur, figlia adottiva di Madeleine
- Conrad Fiske, studente di medicina e marito di Gail
- Polly Howett, proprietaria della locanda Polly's Inn
- Lena Bartholomew, infermiera di Madeleine
- Bill Strong, paziente del dottor Westlake

## Edizioni italiane
- La buona morte, collana Il Giallo Mondadori n. 184, Arnoldo Mondadori Editore, agosto 1952.
- La buona morte, traduzione di Sam Schlumper, collana I classici del Giallo Mondadori n. 1299, Arnoldo Mondadori Editore, giugno 2012, pp. 198.